# École publique de journalisme de Tours
 (novembre 2022).
L’École publique de journalisme de Tours (EPJT) est l'une des 14 écoles de journalisme en France reconnues par la profession, via le dispositif prévu par la Convention collective nationale de travail des journalistes et ce depuis 1981. Elle est rattachée à l'UFR Lettres et Langues de l’université de Tours. Ses locaux sont situés à Tours sur le site Pont-Volant (Tours Nord).
L'EPJT a été classée 7e meilleure école de journalisme française en 2018 dans le classement des écoles de journalisme réalisé par Le Figaro Étudiant . Basé essentiellement sur l'avis des recruteurs, ce classement est cependant effectué à titre privé, le Figaro Étudiant n'étant pas rattaché à un organisme national.  

## Modalités d'accès
L'école publique de journalisme de Tours (EPJT) propose un seul type de cursus : un master en deux ans, accessible aux étudiants titulaires, au minimum, d'un diplôme bac+3, quel que soit leur parcours antérieur. 
L'entrée à l'EPJT a lieu après un concours écrit, puis un entretien. Chaque année, sur près de 600 candidats, seuls 36 étudiants sont admis à intégrer l'école.

## Formation
La formation en journalisme de Tours allie savoirs théoriques (histoire, histoire de la presse, sciences politiques, sciences économiques…) et pratiques. Les étudiants sont préparés aux trois types de médias : presse écrite, radio, télévision, ainsi qu'au multimédia.
Tout au long du cursus, les étudiants sont amenés à travailler comme de véritables professionnels[source secondaire souhaitée]. À ce titre, sous la direction de l'équipe pédagogique, ils réalisent des productions éditoriales dans le cadre des journaux-écoles. Par ailleurs, en licence, les étudiants produisent des programmes audiovisuels diffusés sur TV Tours-Val de Loire et RCF Touraine, ainsi que des articles publiés sur les sites de l'école et un blog du Monde.fr[source secondaire souhaitée].
Outre le corps enseignant composé d'universitaires, des intervenants extérieurs, issus du monde des médias, viennent régulièrement compléter la formation[source secondaire souhaitée].
Depuis sa création, l'EPJT a formé près de 2000 journalistes parmi lesquels quelques noms célèbres comme Harry Roselmack, Marie-Laure Augry ou Leïla Kaddour-Boudadi[source secondaire souhaitée].

## Ouverture internationale
S'appuyant sur le réseau international de l'université de Tours, l'EPJT propose aux étudiants qui le désirent d'effectuer une partie de leur cursus à l'étranger.